# 蕭崑
蕭崑（15世紀—1519年），字叔岡，福建延平府將樂縣人，明朝政治人物。

## 生平
蕭崑是正德二年（1507年）丁卯科福建鄉試舉人，正德六年（1511年）中會試副榜，授淳安教諭，規言矩步、教學以禮，盛夏中穿著公府講學不怠惰，因母親逝世回鄉，調任績溪，教育生徒專注道義，三年內不提及名利。十四年（1519年）他擔任廣東鄉試同考官，當時寧王朱宸濠作亂，門人都勸他不要前往，他卻認為要得人報國而毅然起行，路經安慶被寧王部下擒獲，寧王打算降服他，他卻慷慨地說：「殿下賢孝聞名天下，奈何違抗祖訓、干預天命，更想侮辱義士？我只有死而已，不可投降！」對方怒而梃打他到幾乎死去，隨從暗中背負他到船上，抵達廣東後在官邸去世，按察使王子言為他發喪，入名宦祠，南京戶部尚書胡富為他寫下墓誌銘，有《董子正誼》、《明道家法》流傳。

## 引用
1. 1 2  乾隆《將樂縣志·卷八》：蕭崑，字叔岡，天性孝友，從蔡虛齋先生受《易》，篤志性命之學，正德丁卯舉於鄉，辛未乙榜，授淳安教諭，建正眾書院講明正學，時穪道南正宗，弟子輩聯翩颺起。丁艱服闋補績溪諭，教思益詳，歲己卯廣東禮聘分試，時濠逆氛急，門人勸阻甚力，崑欲得人報國毅然啟行，適濠攻安慶為邏卒捉，而濠欲降之，慷慨言曰：「殿下賢孝聞天下，迺違祖訓干天命，復欲辱義士乎？有死而已，不可降！」濠怒梃之幾斃曳江，干從者潛負至舟，抵廣卒於邸，按使王子言經紀其喪，移檄兩學，入名宦，尚書胡富銘其墓，詳載《槐秋悼節集》。
2. ↑  嘉慶《績溪縣志·卷八·職官志》：蕭崑，字叔岡，福建將樂人，訓生徒勤於道義，居冠三載不言利，己卯應廣東秋闈，卒於途，諸生哀之，崇祀名宦。
3. ↑  《古今圖書集成·明倫彙編·官常典·卷七百四十·忠烈部名臣列傳三十五》：蕭崑 按《福建通志》崑，字叔岡，將樂人，嘗從蔡清受易學。正德丁卯舉於鄉，辛未乙榜，授淳安教諭，尋補績溪。己卯聘分粵闈，途次為宸濠所執，欲降之。崑慷慨言曰：「殿下違祖訓、干天命，復欲辱義士乎？」卒不屈死。
4. ↑  《閩中理學淵源考·卷五十九》：〈教諭蕭叔岡先生崑〉：蕭崑，字叔岡，將樂人，從蔡文莊受《易》，正德丁卯舉於鄉，授淳安教諭，尋補績溪，己卯聘粵闈分試，途次為濠逆所執，欲降之，崑慷慨言曰：「殿下違祖訓，干天命，復欲辱義士乎？」竟不屈死。 《道南源委》
5. ↑  光緒《淳安縣志·卷六·職官志》：蕭崑，將樂人，規言矩步、約士以禮，公服講觧盛暑不懈，著有《董子正誼》、《明道家法》，以內艱去。